# Bazylianie

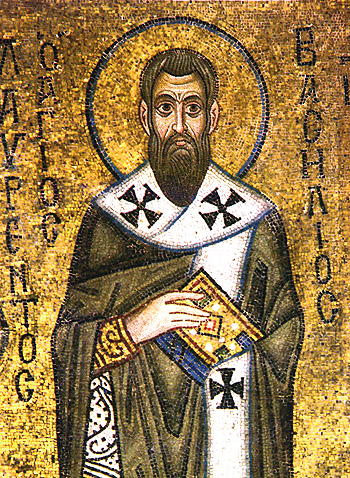
Św. Bazyli Wielki

Bazylianie (łac.: Ordo Sancti Basilii Magni, skrót:  OSBM) – szereg zgromadzeń zakonnych, wywodzących swój rodowód od św. Bazylego Wielkiego, którego Pisma Ascetyczne leżą u podstaw konstytucji kongregacji. Istnieje kilka formacji bazyliańskich. W ponad tysiącletniej historii życie zakonników bazyliańskich ulegało modyfikacjom. Do najbardziej znanych reformatorów należą św. Teodor Studyta, św. Teodozjusz Pieczerski, św. Jozafat Kuncewicz, Józef Welamin Rutski.

## Kościół łaciński
- Zgromadzenie Świętego Bazylego

## Kościół katolicki obrządku bizantyjsko-ukraińskiego
- Zakon Bazylianów Świętego Jozafata
- Siostry Zakonu Świętego Bazylego Wielkiego

## Kościół katolicki obrządku bizantyjsko-włoskiego
- Zakon Bazyliański Włoski albo Grottaferracki

## Kościół katolicki obrządku melchickiego
- Zakon Bazylianów Melkitów Najświętszego Zbawcy
- Zakon Bazylianów Melkitów Świętego Jana Chrzciciela zwani soarytami
- Zakon Bazylianów Melkitów Alepskich